# Diecezja Luziânia
Diecezja Luziânia (łac. Dioecesis Lucianiensis; port. Diocese de Luziânia) – jedna z 214 diecezji obrządku łacińskiego w Kościele katolickim w Brazylii w stanie Goiás ze stolicą w Luziânia. Ustanowiona diecezją 29 marca 1989 konstytucją apostolską Lucianiensis przez Jana Pawła II. Biskupstwo jest sufraganią archidiecezji Brasília oraz należy do regionu kościelnego Centro-Oeste.

## Biskup
- Biskup diecezjalny: Francisco Agamenilton Damascena